# Norskt berglandskap
Norskt berglandskap är en oljemålning av den norske konstnären Johan Christian Dahl från 1819. Den ingår i Nationalmuseums samlingar i Stockholm sedan 1932. 
Målningen utfördes året efter Dahls ankomst till Dresden där han med avbrott för fem resor till Norge och en till Italien skulle förbli verksam återstoden av sitt liv. Före första Norgeresan 1826 hade Dahl begränsad erfarenhet av norsk högfjällsnatur, varför denna målning får antas vara en fri komposition. I likhet med sin tyske vän i Dresden, Caspar David Friedrich, hade Dahl dock förmågan att med detaljrealism skapa en verklighetsillusion.  

## Andra Dahlmålningar på Nationalmuseum

Norskt landskap (1822).
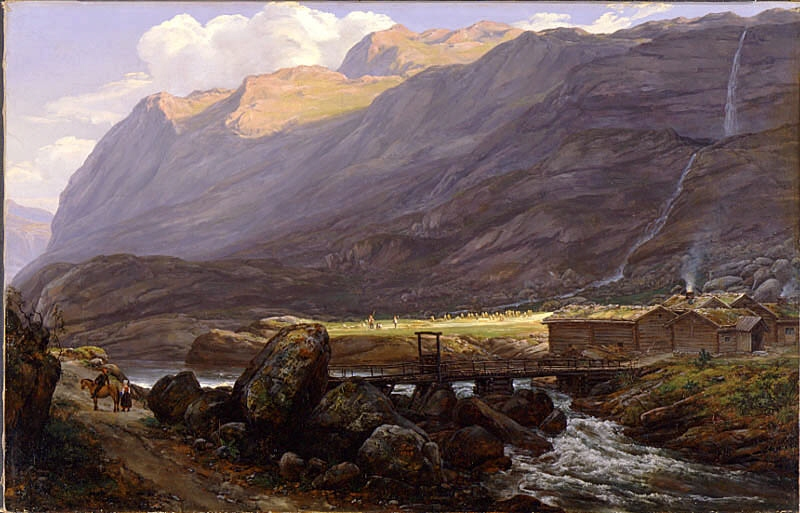
Fjällparti med fors, Norge (1848).
Utsikt mot Vesuvius från Villa Quisisana (1820).